# Asami Sato
Este es un nombre japonés; el apellido es Sato.
Asami Sato es un personaje ficticio dentro de la serie animada de Nickelodeon, La Leyenda de Korra. Ella es la única hija del industrial rico, Hiroshi Sato. A pesar de ser una No-Maestra, cuando descubrió que su padre estaba trabajando con Amon y sus seguidores y la invitó a reunirse con él, se apegó a sus propias creencias y se volvió contra él, más tarde a uniéndose al nuevo Equipo Avatar. Ella se ha convertido en la nueva líder de Industrias Futuro y planea devolver a la compañía de nuevo a la cima.

## Historia

### Pasado
Cuando Asami tenía seis años, su madre fue asesinada durante un robo de su mansión por la Tríada Agni Kai. Sin embargo, el hecho de que su padre siempre hubiera guardado rencor contra todos los Maestros desde su muerte fue desconocido por la joven Asami. Después del asesinato de su madre, Hiroshi hizo que Asami fuera entrenada por los mejores profesores de defensa personal que el dinero pudiera comprar para asegurarse de que siempre sería capaz de protegerse a sí misma. A medida que creció, vivió una vida de lujo, pero a pesar de sus ropas de lujo y educados modales, Asami desarrolló también un lado duro y sin miedo de defender sus creencias. Junto con sus habilidades de combate cuerpo a cuerpo, ella también se convirtió en una experta conductora debido a probaba los Satomóviles para la compañía de su padre. También es un gran fanática del Pro-Control, asistiendo a todos los partidos que podía.

### Encuentro con Mako
Mientras viajaba en su ciclomotor a través de Ciudad República, Asami accidentalmente tropezó con Mako, cuando de repente apareció de detrás de un coche mientras cruzaba la calle sin mirar, intentando coger el tranvía. En medio de la conversación que siguió, Asami lo reconoció como miembro de los Hurones de Fuego y pidió disculpas. Para compensar por el accidente, ella lo invitó a cenar en un restaurante de clase alta, incluso yendo tan lejos como para asegurarse de que le se proporciona el atuendo adecuado para ello cuando Mako dijo que no creía tener ropa tan elegante.
Durante su cita la noche siguiente, ella informó a Mako que era una gran fan de Pro-Control y que ella había ido a todos los partidos de los Hurones de Fuego esa temporada. Cuando expresó su emoción al ver Mako jugar en el torneo, se enteró de que el equipo no había adquirido la cantidad de dinero necesaria para competir. Cuando el camarero llegó con su plato principal, se dirigió a ella como "Señorita Sato". Fue entonces cuando Mako se dio cuenta de que Asami era la hija del hombre más rico de la ciudad, Hiroshi Sato, y ella lo invitó a conocer a su padre. 
Asami se dirigió a su casa y le dijo a su padre apasionadamente acerca del difícilmente adquirido éxito de los Hurones de Fuego en la Arena y su estado financiero actual. Cuando ella le presentó a Mako a Hiroshi en Industrias Futuro al día siguiente, ella amablemente cortó a su padre cuando se dejó llevar contando la historia de su imperio creciente a partir de una idea y de un préstamo desinteresado, ya que quería que le dijera a Mako las buenas noticias en su lugar; Industrias Futuro iba a patrocinar a los Hurones de Fuego en el Campeonato. Mako más tarde acompañó a Asami a una gala que el Concejal Tarrlok dio en honor del Avatar Korra en el Ayuntamiento, donde le presentaron a Korra. Ella amablemente saludó al Avatar, comentando que había oído hablar mucho de ella de parte de Mako. Sin embargo, su introducción cortés provocó una reacción bastante celosa de Korra. 
Su relación con Mako continuó creciendo durante las siguientes semanas, y durante un sincero paseo en carruaje por el Parque de Ciudad República, Mako le reveló que su bufanda era lo único que le quedaba de su padre y que por eso no estaba usando una bufanda de seda que ella le había enviado. Al escuchar esto ella se disculpó y le contó que había perdido a su madre en un asalto a su casa. Más tarde, ella descansó su cabeza en el hombro de Mako, afirmando que se sentía "muy segura" con él.

### Apoyo a los Hurones de Fuego
En la mañana del Torneo, Asami entró en el gimnasio donde los Hurones de Fuego habían estado entrenando y presentó al equipo sus nuevos uniformes. Después de que ella saludara afectuosamente a Mako "cariño", los dos se frotaron la nariz, y se fueron juntos para ir a una cita de almuerzo. Asami estuvo presente en todos los partidos del torneo, cuidando a Pabu, y después siempre iba al vestuario para felicitar al equipo, sobre todo Mako, por sus victorias. A medida que los Hurones de Fuego entraban en el ring para la fase final del Campeonato, Asami le sopló un beso a Mako desde lejos, que devolvió con una sonrisa, para molestia leve de Korra. 

### Korra y Asami
Después del ataque a la Arena, Asami ofreció a Mako y Bolin un lugar para quedarse en la finca de su familia. Sin embargo, aunque aún no le había preguntado a su padre, señalando que era más fácil pedir perdón que permiso. Cuando Korra fue a visitar al día siguiente, Asami llevó a ella y a los hermanos a la pista de carreras donde las Industrias Futuro hacían las pruebas de manejo de sus Satomoviles nuevos. Notando el interés de Korra, ella invitó al Avatar a dar una vuelta con ella. Ya que Korra no sabía cómo conducir uno, se sentó detrás de Asami y juntas corrieron uno de los pilotos de pruebas. Después de conducir en segundo lugar casi todo el curso, Asami logró pasar al otro conductor y ganar la carrera. Cuando Asami le dijo Korra que la gente no debe tener miedo de arriesgarse un poco, Korra se disculpó por haberla juzgado con tanta rapidez. A Asami no le importó, ya que la mayoría de la gente pensaba que ella era una niña rica impotente cuando en realidad era muy capaz de cuidar muy bien de sí misma, una piloto competitiva y experta en técnicas de autodefensa.

### Descubrimiento sorprendente
Al día siguiente, sin embargo, Korra acusó a Hiroshi de tener vínculos con Amon y a pesar de su nuevo respeto por ella, Asami se negó a creerle. Ella corrió a la defensa de su padre, alegando que el hecho de que no fueran Maestros no implicaba que apoyaban el movimiento revolucionario, incluso llamando a Amon y sus partidarios "monstruos". Mientras que Tenzin, Lin, y la Policía de Metal Control continuó su investigación de Industrias Futuro, Asami mostró desaprobación completa y repugnancia hacia ellos, acusándolos de mentir solo para perseguir a su padre. Ella los ayudó, sin embargo para demostrar que Hiroshi era inocente de cualquier maldad. 
Cuando Lin usó su sentido sísmico para descubrir un túnel oculto debajo taller de Hiroshi, Asami fue tomada completamente por sorpresa. Desesperada por saber la verdad, quería investigar el propio túnel, pero fue detenida por Lin, quien ordenó que se quedara con Mako y Bolin bajo la supervisión del Oficial Song como seguridad. Después de que un sonido sospechoso saliera del túnel, Mako y Bolin dominaron al guardia y se dirigieron a investigar. Una vez más, Asami fue obligada a quedarse, esta vez por Mako que quería mantenerla a salvo.
Sin embargo, Asami no escuchó y se aventuró hacia abajo de todos modos, descubriendo la fábrica oculta donde su padre y el Teniente estaban a punto de atacar a Mako y sus otros amigos. Totalmente destrozada al descubrir las lealtades verdaderas de su padre, con tristeza le preguntó por qué había optado por apoyar a Amon. Hiroshi le dijo que los Maestros le habían robado el amor de su vida y habían sido responsables de su crecer sin una madre. También afirma que los Maestros habían arruinado por completo el mundo y que Amon cambiaría las cosas para mejor. Se quitó uno de sus guantes electrificados y lo ofrece a ella, así como un lugar con los ecualistas. Dudando, una profundamente conflicta Asami lo aceptó. Sin embargo, después de decirle a su padre que lo amaba, ella usó el guante que para electrocutarlo, dejando a Mako, Korra y los demás totalmente impresionados. Cuando el Teniente rápidamente salió en defensa de Hiroshi, Asami no tuvo problemas para quitarle uno de sus palos kali de la mano y shockerlo con el otro, incapacitándolo con éxito, lo que le permitió escapar con Korra, Tenzin, Lin, Bolin y Mako . Afligida, miró su casa de la aeronave de la policía cuando se dirigían a la ciudad y enterró su cara contra Mako cuando llegó a consolarla. 

### Formación del Equipo Avatar
Después de escapar de la fábrica, Asami, junto con Mako y Bolin, se trasladó al Templo Aire de la Isla. Ella comentó que los Acólitos del Aire eran unos trabajadores incansables que llevaban su exagerada cantidad de equipaje en el barco, y más tarde, Meelo pareció desarrollar un enamoramiento por ella, llamándola linda y pidiéndole un poco de su cabello. Korra e Ikki se destinaron a mostrarle a Asami su habitación en la isla, aunque en el camino ella fue informada por la Maestro Aire que a Korra le gustaba Mako. Asami reaccionó con una leve confusión, afirmando que ella no estaba al tanto de ello, pero decidió no actuar en consecuencia. 
Cuando Korra estaba llorando por su incapacidad para hacer Aire Control, Pabu, Mako, Bolin y Asami la encontraron y decidieron consolarla, formando en ese lugar el Nuevo Equipo Avatar. 
Más tarde, el Equipo Avatar decidió ir a patrullar la ciudad, intentaron subirse a Naga, pero ante la negativa del perro oso polar, ella ofreció un Satomovil como método de transporte para el equipo. Armada con el guante electrificado que su padre le había dado, ella condujo el coche por las calles. Usando un monitor de la policía que su padre había hecho insalar en la radio, pronto se dieron cuenta, persiguió y capturaron a varios bloqueadores de chi que habían escapado de la Sede de la Policía, para gran consternación de Tarrlok. 
Mientras continuaban patrullando la noche siguiente, Asami observó la interacción de Mako y Korra en el asiento trasero de su Satomovil con recelo. Cuando el equipo llegaró al un barrio de la ciudad por una llamada de alerta de seguidores de Amon y vieron a un grupo de inocentes No-Maestros a punto de ser arrestados, Tarrlok ordenó arrestar a Asami debido a que era una No-Maestra fuera pasado el toque de queda y la hija de un conspirador igualitario. Cuando Mako intentó detener a la policía, fue llevada a la cárcel junto con su novio y Bolin.

### Búsqueda del Avatar Korra
Asami fue liberada de su celda en la prisión por Lin Beifong, junto con Mako y Bolin. Mako y Asami se besaron apasionadamente cuando se reunieron. Poco después, se unió a Mako, Bolin, Tenzin y Lin en la búsqueda de Korra, que Tarrlok decía había sido secuestrada por revolucionarios. Mientras exploraban el sistema de túneles subterráneos utilizados por los sus enemigos, Mako le dio un trato muy distante a Asami, lo que le llevó a preguntarle a su hermano si la determinación de Mako por encontrar a Korra surgía de fuertes sentimientos por ella. Viendo a través de respuestas evasivas del Maestro Tierra, ella lo presionó hasta que admitió que Mako y Korra compartieron un beso durante el Torneo. Asami fue sorprendida por la revelación. Bolin trató de restar importancia al beso, pero Asami expresó dudas de que no significaba nada. 
Después de descubrir que los seguidores de Amon no habían secuestrado a Korra y que Tarrlok estaba detrás de la desaparición Korra, ella regresó con los otros al Ayuntamiento para exponerlo. Sin embargo, Tarrlok llevó a todos a la incociencia cuando fue descubierto como un Maestro Sangre usando su siniestra habilidad. El grupo fue capaz de localizar al Avatar más tarde esa noche, cuando se encontraron con Naga aullando mientras vagaba por las calles, llevando a una debilitada Korra. Aunque Asami se alegró de haber encontrado a Korra sin lesiones importantes, fue abatida al ver el interés y cariño de Mako por Korra cuando empujó al grupo fuera del camino y llevó al Avatar en sus brazos. Asami miraba con ojos tristes y llenos de dolor, mientras Mako dejaba a Korra en la montura de Oogi y suavemente le apartaba el pelo de la cara.

### Ataque enemigo
Después de encontrar Korra, Asami y el resto del Equipo Avatar volvió a Templo Aire de la Isla para descansar. Ella vio como Mako se quedó todo el tiempo con Korra hasta su despertar.  Después de una comida, Asami ofreció a ayudar a Pema limpiar la mesa, quien aceptó con mucho gusto. Cuando Mako entró en la cocina, pidiendo agua caliente para hacer té para Korra, una irritada Asami le sugirió que debería hervirla él mismo, porque era un Maestro Fuego.  Sintiendo la tensión entre la pareja, Pema salió de la habitación, permitiéndoles hablar. Expresó su preocupación por la forma en que Mako había estado tratando a Korra y le dijo que ella sabía que él había besado al Avatar, e imploró a Mako que fuera honesto acerca de los sentimientos que tenía por Korra. Cuando el Maestro Fuego le preguntó si podían hacer frente a sus problemas de relación después, Asami salió de la cocina, diciendo fríamente que "podría no haber una relación por la cual preocuparse". Asami posteriormente perdió la confianza en Mako. 
Más tarde, cuando comenzó el ataque de Amon a Ciudad República, Asami asumió su posición en el Equipo Avatar como piloto del Satomovil. Ella hizo que el auto se estrellara contra un Meca Tanque, desactivándolos, venció a varios bloqueadores de chi sin problemas y salvó a Tenzin. Asami luego pasó a la clandestinidad con el resto del Equipo Avatar hasta que las Fuerzas Unidas llegaran. 

### Confrontación con su padre
Después de que Korra y Mako de regresaran de una misión de reconocimiento, Asami les dijo que se habían tomado un largo tiempo con un tono de molestia. Después de ser recordada por Mako que era en efecto por reconocimiento, Asami respondió con un irritado "lo que sea". Gommu entonces sirvió a Asami y al equipo un poco de papilla de calle, que según Gommu estaba hecha a partir de los restos de los mejores contenedores de basura que la ciudad tenía que ofrecer.  Al decir esto, Asami estaba tomando su primer bocado. Ella se puso visiblemente enferma por esto, y procedió a escupirlo. A continuación, poner a escondidas su plato sobre el piara que Pabu lo comiera. Ella estaba presente cuando el General Iroh hizo que Gommu enviara un telegrama al Comandante Bumi para detener su avance hacia la capital. Tras ponerse de acuerdo para destruir el aeródromo enemigo, Korra decidió atacar a Amon en una emboscada tendida por sí misma. Cuando Mako insistió en acompañar a Korra, Asami se dio cuenta de que Mako no podía contener sus sentimientos por Korra. Antes de que Mako y Korra se fueran a enfrentarse Amon, Mako la alejó del grupo para disculparse por el mal estado de su relación y hacerle saber lo mucho que aún se preocupaba por ella. Asami le dijo que ella se preocupaba por él también y le dio un beso en la mejilla, poniendo fin a su relación romántica en buenos términos. Luego corrió a acompañar a Bolin y Iroh en la misión de acabar con el campo de aviación.  
El trío llegó al campo en Naga. Cuando se acercaron al campo, Asami se preguntó por qué había solo postes visibles. Resultó ser una cerca eléctrica, haciendo que los tres fueran aturdidos eléctricamente. Cuando volvieron en sí, estaban encerrados en una celda. Hiroshi llegó entonces a regañar a Asami por ponerse en su contra y le reveló que él seguía a Amon para poder vengar a su madre. Sin embargo, Asami fríamente respondió que a su madre no hubiera gustado Hiroshi por lo que se había convertido. Hiroshi estaba visiblemente molesto, pero luego se regodeó diciéndole a Iroh que había interceptado su mensaje a Bumi y que sus aviones destruirían la flota. Después de Hiroshi se fuera, Naga entró y rompió los barrotes de la celda, liberando al trío. Mientras Iroh secuestraba un biplano para perseguir a los demás aviones, Bolin comenzaron a destruir las pistas. Asami se topó con hangar y se metió en un Meca-Tanque, señalando felizmente que los controles eran similares a un montacargas de Industrias Futuro. Luego procedió a destruir los biplanos restantes dentro del hangar.  Mientras hacía esto, su padre llegó dentro de otro Meca Tanque, gritándole que deje de "ayudar a la gente que había asesinado a su madre". Una vez más, Asami dijo que él no sentía amor por su madre, ya que él estaba demasiado lleno de odio. Sus palabras hicieron que Hiroshi se viera envuelto en una rabia ciega y violentamente procedió a atacar a Asami. Ella también cargó contra su padre y lo derribó, pero no pudo dar el golpe mortal al ver la cara de su padre. Hiroshi utilizó esta distracción momentánea para golpear a su hija y golpearla contra uno de los aviones. Después de romper el cristal de la cabina de su Meca Tanque, se disponía a matarla, bramando que ahora veía que era un caso perdido. 
Sin embargo, antes de que algo pudiera suceder, Bolin montado en Naga, lanzó proyectiles de tierra al Meca Tanque de Hiroshi y llamándolo un padre terrible. Este ataque, en combinación con un golpe potente del Meca Tanque de Asami, efectivamente dejó al Meca Tanque de Hiroshi fuera de servicio. Hiroshi luego vanamente intentó escapar a pie. Asami, declaró que si era un padre horrible, y fríamente disparó un dispositivo eléctrico a su padre, capturándolo y poniendo fin a la lucha.

### Relaciones amorosas
Al inicio se la ve claramente interesada en Mako, con el cual mantiene una relación amorosa que solo duraría hasta antes del final de la primera temporada, a pesar de esto terminaron en buenos términos y continuaron siendo amigos. 
En el segundo libro Asami no demuestra tener ningún interés romántico en nadie particularmente hasta que la relación de Korra y Mako termina, a su vez este le ayuda cuando las bodegas de industrias futuro fueron robadas. Ella al sentirse abrumada le besa y comienzan a salir de nuevo, aunque durando muy poco tiempo esta vez. 
Ya en el tercer libro Mako se muestra muy incómodo al tener tanto a Asami como a Korra alrededor intentando tratarlas de manera muy formal y distante (aunque a ellas esto parece causarles gracia) en este punto ya comienza a tener una amistad más estrecha con el avatar y a pasar más tiempo juntas conduciendo, practicando combate, luchando contra villanos y usualmente trabajando juntas cuando el equipo avatar se divide en grupos. Para el final de dicha temporada se ve a una Asami muy atenta cuidando de Korra quien quedó malherida durante su batalla con Zaheer, y ofreciéndole todo su apoyo si necesita hablar o para cualquier cosa. 
Finalmente para el cuarto libro podemos ver a una versión más madura y adulta de Asami quien levantó por completo a industrias futuro. Durante los tres años transcurridos de un libro a otro se nos muestra que ella fue la única miembro del equipo avatar que se escribió cartas con Korra mientras ella permanecía en la tribu agua del sur en recuperación. Este hecho parece molestarle un poco a Mako cuando se reúne con él, el avatar y príncipe Wu, a Asami se la ve notablemente feliz al reencontrarse con Korra quien le preguntó si la había hecho esperar mucho a lo que la otra le responde que solamente tres años, dando a entender que la extraño durante ese periodo, aparte de ello también elogió el nuevo corte de cabello del Avatar.  
Después de que toda la batalla con Kuvira terminase, en la boda de Vaarick y Zhul, Asami se queda hablando con Korra después de su charla con Tenzin. El Avatar invita a Asami a sentarse dando comienzo una conversación entre ellas dos. En medio de la charla, Asami menciona que estaba muy feliz de que Korra estuviera con ella ahora, pues no hubiera soportado perderla el mismo día que su padre dando alusión a la importancia del Avatar en su vida. Después de un reconfortante abrazo, Asami comenta que, después de todo lo sucedido en los últimos meses, necesita unas vacaciones, Korra se queda unos segundos en silencio y propone que deberían ir pero solo ellas dos, además de que escogiera el lugar. Asami acepta mencionando que le gustaría ver como es el Mundo Espiritual. Tras una escena, se mira a Korra y Asami llegando al portal de dicho mundo en Ciudad República, las dos se detienen para verse a los ojos y sonreirse mutuamente, después la cámara enfoca al portal y las manos de Korra y Asami juntándose para así llegar al portal juntas. Al final, ellas dos están una frente a la otra, con sus dos manos juntas y mirándose fijamente a los ojos mientras viajan al Mundo Espiritual, así concluyendo la serie y con eso confirmando la relación amorosa entre Korra y Asami.

## Personalidad
Asami es una persona dulce y cariñosa, pero ella también es independiente y capaz de valerse por sí misma en situaciones difíciles. A pesar de que está muy acostumbrada al lujo debido a su rica familia, ella no piensa en sí misma como "niña de papá", a pesar de lo que algunos puedan pensar. Sin embargo, Asami estaba muy cerca de su padre y fue devastada al saber que apoyaba la causa de Amon. Por otra parte, Asami parece tener una actitud muy negativa hacia el grupo revolucionario, como lo demuestra cuando ella lo llamó "horrible". Ella tiene generalmente una actitud buena y está muy orgullosa de ser parte del Equipo Avatar.  La falta de confianza y honradez de Mako causó que Asami se sintiera dolida y frustrada, lo que resulta en una pérdida de confianza y una mayor hostilidad hacia Mako durante algún tiempo. A pesar de estar herida por Mako, su naturaleza cariñosa aún prevalece al desearle lo mejor antes de embarcarse en misiones peligrosas.  

## Habilidades

### Combate
Para compensar su falta de capacidad de control, Asami resulta ser altamente competente en el combate cuerpo a cuerpo. Desde que era pequeña, su padre la puso en clases de defensa personal para aprender a protegerse. Su habilidad ha demostrado ser lo suficientemente grande como para desarmar fácilmente al Teniente y noquearlo con su propia arma. Usando el guante electrificado que le dio su padre, además de sus habilidades de defensa personal, Asami es una formidable oponente al luchar contra bloqueadores de chi, fácilmente siendo capaz de derrotar cinco de ellos con poco esfuerzo solo mediante el uso de un guante electrificado y de sus rápidos movimientos.

### Manejo
Asami es una piloto experta, aprendiendo al probar los Satomoviles de su padre, y es totalmente capaz de rivalizar con los motociclistas equalist. Por otra parte, Asami parece estar bien versada en el control de cualquier otro vehículo diseñado por Industrias Futuro, tales como ciclomotores y Meca-Tanques.